# Завізіон Таїсія Андріївна
Таїсія Андріївна Завізіон (? — ?) — українська радянська діячка, новатор виробництва, швачка-машиністка Дніпропетровської швейної фабрики імені Володарського Дніпропетровської області. Депутат Верховної Ради УРСР 5-го скликання.

## Біографія
З 1950-х років — швачка-машиністка Дніпропетровської швейної фабрики імені Володарського Дніпропетровської області.

## Нагороди
- ордени
- медалі